# Xysticus jugalis
Xysticus jugalis är en spindelart som beskrevs av Ludwig Carl Christian Koch 1875. Xysticus jugalis ingår i släktet Xysticus och familjen krabbspindlar.
Artens utbredningsområde är Etiopien. Utöver nominatformen finns också underarten X. j. larvatus.